# ZonMw
ZonMw is een financieringsorganisatie van innovatie en onderzoek in de gezondheidszorg, zoals bijvoorbeeld zorgevaluatie. Ze beheert circa negentig subsidieprogramma's op de gebieden Wetenschap en Innovatie; Preventie; Zorg en welzijn en; Kwaliteit en doelmatigheid. Haar voornaamste opdrachtgevers zijn het ministerie van Volksgezondheid, Welzijn en Sport en de Nederlandse Organisatie voor Wetenschappelijk Onderzoek. De organisatie is een zelfstandig bestuursorgaan. Het bestuur bestaat onder anderen uit voorzitter Arfan Ikram en directeur Véronique Timmerhuis.

## Geschiedenis
ZonMw komt voort uit een samenwerkingsverband tussen de in 1998 opgerichte organisatie ZorgOnderzoek Nederland (Zon) en het gebied Medische wetenschappen (Mw) van de Nederlandse Organisatie voor Wetenschappelijk Onderzoek.

## Kritiek
In 2006 won ZonMw de Meester Kackadorisprijs van de Vereniging tegen de Kwakzalverij omdat de organisatie geld beschikbaar had gesteld om vijf acupuncturisten, vijf homeopaten en vijf natuurartsen een stoomcursus 'wetenschappelijk onderzoeker' te laten volgen op een onderzoeksinstituut van de VU. ZonMw zelf meende dat ook op het terrein van de alternatieve geneeswijzen deugdelijk onderzoek moet worden verricht en gestimuleerd, en dat de subsidie daaraan bijdroeg.
In 2014 was er opnieuw kritiek, deze keer naar aanleiding van een rapport van ZonMw, getiteld "Signalement Ontwikkeling en implementatie van evidence-based complementaire zorg", waarin ZonMw aangeeft dat opnieuw moet worden geïnvesteerd in onderzoek naar alternatieve geneeswijzen ('complementaire zorg'). Mede naar aanleiding daarvan werd voorzitter Pauline Meurs in dat jaar de Meester Kackadorisprijs toegekend.

### Belangenverstrengeling
Het onderzoeksjournalistieke programma Argos onthulde in september 2017 dat bij ZonMw subsidieverzoeken jarenlang werden beoordeeld door experts die zelf ook aanvragen indienden. Zulks zou kunnen leiden tot belangenverstrengeling en deze praktijk is in strijd met de Algemene wet bestuursrecht. Uit onderzoek van Argos bleek dat bij de subsidieaanvragen in 2015 zeven van de zeventien commissieleden zelf om onderzoeksgeld vroegen. In totaal kwamen tien van de 49 aanvragen van leden van de beoordelingscommissie. Commissieleden verlieten de vergadering zodra een eigen aanvraag werd beoordeeld, maar beslisten wel mee over "concurrerende" aanvragen.
De conclusie dat de procedures onwettig waren, werd al in 2015 getrokken door een bezwaar- en beroepscommissie van ZonMw zelf. Daarna scherpte de organisatie de eigen gedragscode aan, maar maakte tijdelijk nog een uitzondering voor het programma "Huisartsgeneeskunde en Ouderengeneeskunde". Toch meenden de makers van Argos dat subsidieaanvragen in 2016 nog niet geheel correct waren afgewikkeld. ZonMw zelf stelde in een reactie dat men voor de beoordelingscommissies geen experts kon vinden, die zelf nooit aanvragen indienen. Minister De Jonge van VWS meldde de Tweede Kamer in december 2017 dat "niet uitgesloten" kon worden dat ZonMw jarenlang de "schijn van belangenverstrengeling" tegen had.

## Tijdschrift
ZonMw geeft vier keer per jaar het online magazine Impuls uit met achtergrondartikelen en ontwikkelingen in de gezondheidszorg.